# La Sala de Biure
La Sala de Biure és un mas al municipi de Sagàs (Berguedà) inclosa en l'Inventari del Patrimoni Arquitectònic de Catalunya. És una construcció civil, una masia construïda sobre restes d'una antiga casa o fortalesa medieval, bastida a llevant de l'església romànica de Sant Martí de Biure. La masia té la façana a migdia, tancada per un seguit de dependències annexes a la casa. La porta d'entrada a tramuntana és d'arc de mig punt amb grans dovelles.
Coberta a doble vessant i amb el carener paral·lel a la façana, respira els seus orígens antics, accentuats per l'estructura clàssica de la construcció, que dificulta les ampliacions i manté el seu esquema original del segle xvii.
El mas de Biure fou abandonat quan acabà la Guerra Civil Espanyola. Els seus actuals propietaris es bastiren una nova casa al peu de la riera del mateix nom, a pocs metres de l'antiga casa i de l'església romànica.

## Història
El lloc de "Benevivere" s'esmenta a l'acta de consagració de Santa Maria de la Seu d'Urgell. L'any 903, el bisbe d'Urgell Nantigis consagrava en aquest lloc l'església de Sant Martí de Biure, a precs del baró il·lustre del lloc, Guadamir i d'altres habitants. Una part del territori de "Benevivere" pertanyia a la jurisdicció del monestir de Ripoll, segons documents del 957 i 989. L'església fou consagrada de nou i edificada pels habitants del lloc "Miro et Arnaldo et Baroro et aliorum bonorum ominum (...)". La vall de Biure fou un lloc habitat des dels primers moments de la Repoblació del Pagus de Berga i l'actual casa Biure va ser un dels primers nuclis d'habitatge. La gran casa pairal i els seus murs, tan vells, han fet que s'atribuís el lloc com a residència dels Templers. Diferents comanadors de l'orde portaren aquest cognom : Roig de Benviure (1186-1189) i Galceran de Biure (1307). En el fogatge de 1553 s'esmenta com a "En Casamira de Biure".
En l'actualitat el mas ha estat restaurat i s'ha destinat a allotjament de turisme rural.